# Aristofanes från Byzantion
Aristofanes från Byzantion var en berömd grammatiker i Alexandria, som var verksam omkring 200 f. Kr. Han var lärjunge till Zenodotos, Kallimachos och Eratosthenes samt föreståndare för det alexandrinska biblioteket. 
Aristofanes sysselsatte sig huvudsakligen med kritik och förklaring av äldre grekiska författare samt utförde bland annat en i forntiden ansedd textrevision av de homeriska sångerna. Aristofanes brukar tillskrivas införandet av de grekiska accent- och interpunktionstecknen.